# Sojuz 6 (nosná raketa)
Sojuz 6 (rusky Союз-6) je vyvíjená ruská raketa střední třídy, která vychází ze základu nového nosiče Irtyš (Sojuz 5). Raketa by měla nahradit rakety Sojuz 2 s podobnou nosností.

## Historie vývoje
- První informace o chystaném nosiči se objevily v únoru roku 2019, kdy společnost CSKB-Progress prováděla předběžný návrh rakety zvané Sojuz 7 s kódovým označením Volga. Tato raketa měla tvořit základ chystaného supernosiče Jenisej, kde první stupeň s motorem RD-180 má být použit jako centrální stupeň obklopený šesti bloky prvního stupně rakety Irtyš s motory RD-171MV. Záměry o použití názvu "Sojuz 7" oznámila také společnost S7 Space, která vyvíjí znovupoužitelnou úpravu rakety Irtyš.[1]

- 6. září 2019 ruský prezident Vladimir Putin na schůzi, konané během návštěvy kosmodromu Vostočnyj, podpořil návrh Roskosmosu na vytvoření nové řady ruských nosných raket. Dmitrij Rogozin řekl, že Roskosmos plánuje vytvořit novou raketu Sojuz 6 s motorem RD-180 na základě právě vyvíjené rakety Sojuz 5 (Irtyš).[2] Podle Rogozina by se nová raketa mohla jmenovat Amur po stejnojmenné řece, stejně jako již pojmenované rakety Irtyš, Jenisej nebo Angara.[3]

- Nové rakety Sojuz 5 i Sojuz 6 budou startovat z rampy 45/1 na kosmodromu Bajkonur. Později je v plánu také startovací komplex na kosmodromu Vostočnyj.[4]